# 嘉山孝正
嘉山 孝正（かやま たかまさ、1950年2月19日 - ）は、日本の医師。専門は脳神経外科学（とりわけ脳腫瘍）。国際医療福祉大学特任教授・学事顧問。東京脳神経センター所長。学校法人栄戸学園横浜未来看護専門学校名誉顧問。TMG医療政策特別顧問。山形大学医学部名誉教授。同東日本重粒子センター名誉センター長。国立がん研究センター名誉総長。国立大学医学部長会議相談役。
山大医学部脳神経外科学講座教授、同附属病院長、同学部長として、医学部および附属病院の改革者として名を馳せ、2010年4月からは独立行政法人化した国立がん研究センター（旧国立がんセンター）の初代理事長を務め、短期間のうちに組織改革を断行し成果を上げた。さらに、近年では、日本の医療政策に関して積極的な発言を行っており、2009年10月からは中央社会保険医療協議会（中医協）委員に就任。また2013年9月からは日本脳神経外科学会の第4代理事長を務めた。

## 人物・来歴
1950年、神奈川県生まれ。神奈川県立湘南高等学校を卒業後、東北大学医学部に進学。同大学卒業後、ギーセン大学留学、東北大学医学部附属病院講師などを経て、1994年に助教授として山形大学に赴任。1996年からは教授。2002～2003年に山形大学医学部附属病院長を併任。2003年10月から2010年3月まで山形大学医学部長を務める。
世界で初めてヒトの悪性腫瘍内の低酸素細胞の存在を証明し、その治療薬を開拓し特許を取得。専門である神経膠芽腫の悪性脳腫瘍治療に関する臨床研究のほか、脳梗塞の治療薬の開拓などにも尽力している。さらに、国内初の内視鏡を用いた脳下垂体腫瘍の手術を開拓し、後遺症の発生を防ぐ覚醒下手術を実施し、専門学会を創設するなど、その普及に努めた。2004年の『週刊朝日』の特集「名医が選ぶ名医」では、脳腫瘍部門にその名が挙がった。2007年度からは、厚生労働省の予算で脳脊髄液減少症の科学的診断および治療のガイドラインを作成する研究班の班長に、また2003年より「放射線による認知機能障害を回避する転移性脳腫瘍の治療法」に関する研究の研究班の班長に就いている。
学外では、脳神経外科関連学会（日本脳神経外科会、日本脳ドック学会、日本脳卒中の外科学会、日本脳腫瘍学会ほか）の学会長を務め、日本脳神経外科学会学術委員長、世界脳神経外科学会連盟エグゼクティブ・コミッティー、名誉副会長、米国脳神経外科学会評議員、全国医学部長病院長会議専門委員会委員長会委員長、相談役ほかの役職を歴任。
厚労省の各種委員会委員としても活躍し、2008年には、当時の舛添要一厚生労働大臣から直接の要請を受け厚労省の「『安心と希望の医療確保ビジョン』具体化に関する検討会」に委員として参加。現場からのデータや実績を示すことで、医学部定員数抑制政策からの転換に大きな役割を果たした。その後、引き続き、「臨床研修制度のあり方等に関する検討会」の委員に就き、日本の医療政策に対して強い言論を発し続けた。また、厚労省の「医療事故調」案には、強く反対している。
さらに、2009年10月には中央社会保険医療協議会（中医協）の委員に就き、「実施した医療行為に見合った報酬を受け取れる体系にすること」を目指している。
2010年1月、国立がん研究センター（旧国立がんセンター）の理事長公募に応じ、5名の候補者の中から初代理事長に選任された。2010年4月1日､国立がんセンター理事長に就任。長年におよぶ財政悪化の元凶と言われる厚生労働省からの干渉を排除しつつ、コスト意識を高めて借金を大幅に圧縮、がん患者のための改革を次々と打ち出し、改革初年度で早くも30億円の黒字に転換した。改革の取り組みは、一般紙・業界紙を問わず取り上げられ、たとえば、2010年6月26日の『朝日新聞』土曜版（be）「フロントランナー」の記事はマイケル・ムーアに次ぐ年間ランキング第4位となった。
こうして、就任時に立てた5年間の中期計画の目標の95％を2年間で達成すると、2012年4月に山形大学に復職。2012年7月2日には、がんセンターでの功績に対して史上7人目となる名誉総長の称号が贈られた。復職後は、脳神経外科学講座教授のほか、山形大学学長特別補佐、重粒子線がん治療施設設置準備室長を併任し、東北地方で初となる重粒子線がん治療装置の設置を目指すことになった。
2013年9月には、日本脳神経外科学会の理事長に就任（2017年10月理事長顧問に退く）し、「学会は若い会員の業務を守るとともに、とんでもない医者がいたら“自浄”する。学会に『自立、自律、自浄』の考えを持ち込み、業務内容も国民にしっかり開示する」としている。
2020年3月末で、（教員の勤務期限を満70歳とする）山大の規程により医学部の職務を全て退き、山形県内の医師配置を調整する蔵王協議会の会長からも退いた。

### 山形大学医学部の改革

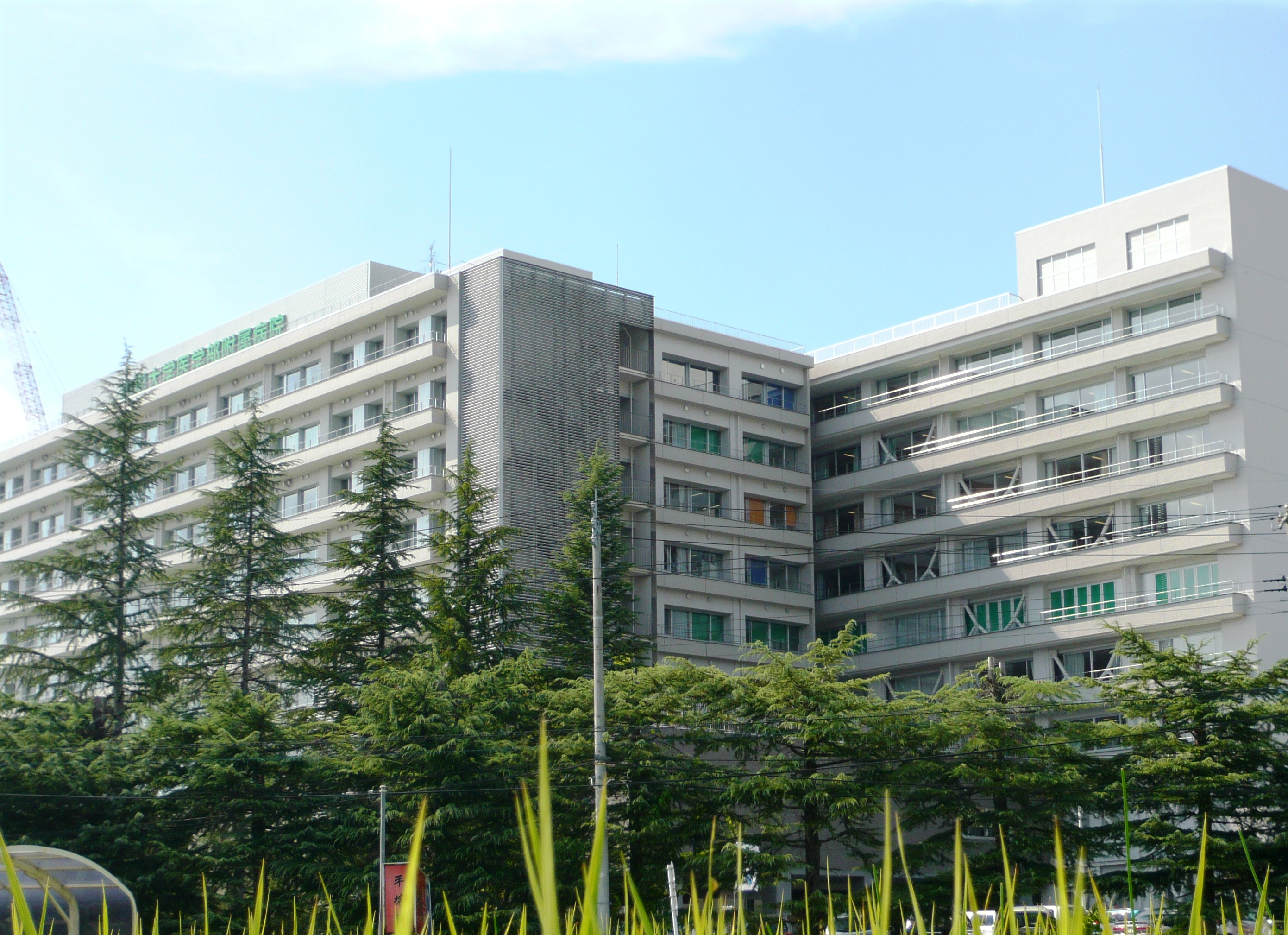
山形大学医学部附属病院

附属病院の収益を黒字化させるとともに、組織規模を拡張し、最新設備（たとえば、世界で3台目の術中MRI）を導入。そして、2006年には国立大学医学部で初のがんセンターを創設。ほかにも、24時間の保育所の設置、「診療の危険度」に応じた手当の新設、スチューデント・ドクター制の導入などを行った。さらに、医学部の「ブランド化」に取り組み、学力重視、地元枠否定の入試改革、授業改革を実施し、2007年には医師国家試験合格率を国立大学で全国一位に引き上げるなど、「世界トップクラスのメディカル・センター」を目指した改革を実行した。たとえば、当時の入試改革について嘉山は次のように振り返っている。
〔かつての入試は〕面接点が200点なのです。試験が600点ですから、200点というのはすごく大きい。地元の受験生に「あなたは山形に残りますか」といって、首を縦に振れば合格ということですから、たぶん他大学と比べて学力差はかなりあったんですね。（中略）教育者として、そういう試験をやってはならないと教授会を突破しました。反対した人もいたのです。しかし、「山形に残したいのなら、いい教育をして、自分たちの教室を世界的にしてください」という正論を吐いて通しました。
実際に、その結果、卒業生の県内残留率は、以前の20～30名から、大学で40人、県全体では60名に増加している。
また、文科省のCOE関連では、自らが研究代表者を務める「分子疫学の国際教育研究ネットワークの構築」が、河田純男が中心となった21世紀COEプログラムに引き続いて、国際的な教育研究拠点形成を行うグローバルCOEプログラムに採択された（2009年～）。
さらに、自らが委員長を務める「地域医療医師派遣適正配置委員会」では、地域の病院に派遣した医師を引き上げる際などに派遣先の病院長の意向を聞いて調整するという全国初の取り組みを実施し、医師配置の体制を整えた。

### 中医協委員として
2009年10月、脳動脈瘤の手術を行っている最中に中央社会保険医療協議会（中医協）の委員就任要請の電話を受け、受諾。高度医療の現場を知る委員として、山形大学等の現場のデータに基づき、そうした高度医療に対する診療報酬が正しく評価されてこなかったことを明らかにするとともに、開業医も含めた「医師の仕事が正しく評価される」報酬体系の確立をプリンシプルに掲げ、積極的な議論を展開。こうした場での歯に衣着せぬ発言は、医療政策の「台風の目」とも評された。
この結果、2010年度改定では、10年ぶりのプラス改定が実現し、プラス財源4,800億円のうち、15.8％に当たる約760億円（文科省試算）が大学病院等の特定機能病院に投入されることになった。この点について、鈴木寛文部科学副大臣は、嘉山が医学部長の委員として初めて選任され、現場からのエビデンスに基づく議論を進めたことで、大学病院の実態に即した重点的な改定が実現できたとした。
さらに、改定後には、元財務官僚の村上正泰を山形大学医学部医療政策学講座に教授として迎え入れ、引き続き、物と技術料を勘案した診療報酬体系の創出、エビデンスベースの議論（積算方式）を進めていくとしている。

### 国立がんセンターの改革

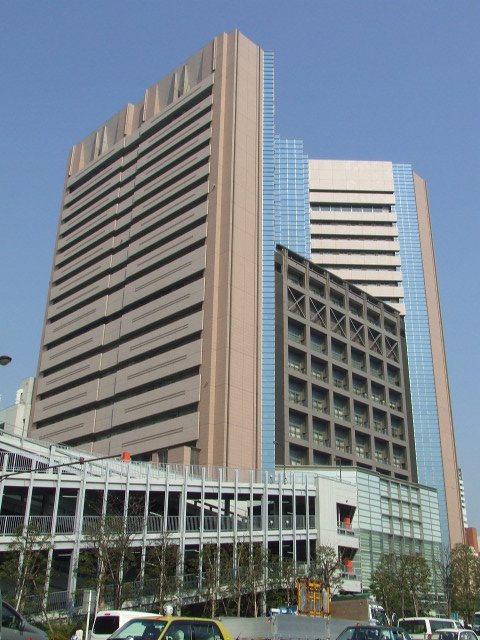
国立がん研究センター

2009年11月末、行政改革の一環として独法化後のナショナルセンターのあり方を検討するため、仙谷由人行政刷新相が主宰する「独立行政法人ガバナンス検討チーム」が発足し、12月に報告書をまとめ、国立がん研究センターと国立循環器病研究センターで理事長公募が行われることになった。とくに最も規模が大きかったがんセンターは長年の官僚主導・官僚支配により制度疲労を起こしていた。
これに対して嘉山は「尊敬するある方から昨秋ごろに〔公募に応じるよう〕要請があった」ものの、山形大学の改革、および全国医学部長病院長会議や国立大学医学部長病院長会議の立場から取り組んできた日本の教育改革が途上にあったこと、さらには、「がんセンターの役割、必要性に疑問を持っていた」ことから固辞。しかし、最終的には、「理事長就任を要請した方の、『国立がんセンターの独法化、改革は、単にセンターだけにとどまらず、全国各地にある公団、特殊法人等の改革の先鞭を付けるものだ』との一言で決断」することになった。

#### 改革の取組と成果
公募の結果、5名の候補者のなかから初代理事長に選任され、2010年4月1日に新生「独立行政法人国立がん研究センター」（旧厚生労働省所管の施設等機関「国立がんセンター」）の理事長に着任。中央病院長も兼任する。改革の進め方として、まずは組織改革に重点を置き、「一切の先入観をもたず、すべて白紙、一から行います。利権や縁故は一切排除し、大学の教授選考と同様に厳正に決定し」、責任の所在を明確化した上で、「今いる職員のモチベーションを高め、いかに仕事をしてもらうかを第一に考え」るとした。4月1日の告辞のなかでは、以下の「基本的プリンシプル」が示された。
- がん患者に起きる医学的、社会的、精神的問題等を解決する組織
- 世界トップ10～20のがん研究・医療の展開
- 定員枠にとらわれず、業務内容による人員配置と広い人事交流
- 正規職員の増員、職員の福利厚生の向上

就任2か月後の記者会見では、卵巣がん体験者の会「スマイリー」代表の片木美穂、悪性リンパ腫の患者会「NPO法人グループ・ネクサス」理事長の天野慎介も同席し、それまでの組織改革の進捗を報告。診療体制の抜本的な見直し、各種委員会組織の再編・統合（病院と研究所の連結）、治験の実施状況・治療成績の公開、「がん相談対話外来」（要予約）の設置、総合内科の充実、レジデントの処遇改善、東京大学との連携大学院構想など「新生NCC」の取り組みを明らかにするとともに、「世界最高の医療と研究を行う」、「患者目線で政策立案を行う」とするふたつの理念と「がん難民をつくらない」など八つの使命を発表した。
「患者目線で政策立案を行う」については、全職員から募集して採用した標語「All Activities for Cancer Patients」「職員の全ての活動はがん患者の為に！」を軸とし、2010年9月15日からは、無料の電話相談窓口『国立がん研究センター患者必携サポートセンター』も開設（通信料は発信者負担）。
その後の改革を見てみると、まず診療面では、2010年10月に、糖尿病や腎臓病、循環器疾患などを併せ持つためにがん難民化していたがん患者に対応できる「総合内科」を中央病院に開設、がん患者のがん以外の疾病にも中央病院で対応できるシステムを構築。同月には、ドラッグ・ラグ解消を目指して、がん研究センターが旗振り役となり全国377のがん診療連携拠点病院で海外承認済みの日本未承認薬の治験を共同実施する全国的なシステム構築すべく、自身が議長をつとめる都道府県がん診療連携拠点病院連絡協議会において臨床試験部会を設置。
次に、研究面での改革は、病院と研究センターの連携を深めるために、2011年2月から「リサーチカンファレンス」を開始。病院と研究所、双方のスタッフが参加し、闊達な議論をたたかわせるカンファレンスを月1回開催し、臨床と研究の連携を強化するとともに研究成果の検証も行っている。2011年5月からは、中央病院と東病院において「バイオバンク（検体バンク）」を試験的に実施、秋から本格的な稼働に入った。さらに、島津製作所をはじめ各企業と包括同意を結び、企業との連携を強化するとともに、産官学が連携する新研究棟の整備に入っている。産官連携では、すでに、CICSと世界初の病院設置型加速器によるホウ素中性子捕捉療法に関する共同研究が始まっている。
教育面では、「築地ユニバーシティー」「築地医学会総会」などをスタートさせ院内の教育体制の整備にあたるとともに、2012年度からは、慶應義塾大学、順天堂大学との連携大学院制度を開始。これによって、レジデントがセンターに籍を置きながら医学博士号を取得できるようになった。
また、人事面での改革では、就任以前の中央官庁や国立病院機構との「周り人事」について、就任時の中央病院看護部長の異動辞令を機にとりやめ。採用は公募制を取り、11年度新卒採用の事務官公募には定員8名に対して800人の応募があった。さらに、後述の経営改善により、2010年度中に約150人の常勤職員を採用し、派遣・委託職員を削減し、処遇改善もすすめ、職員のモチベーションを高めた（就任前に不足が問題になった麻酔科医も10人から15人に増加）。「NCCは予算も使い、職員数も増やして黒字にした。これが業務であり、改革です。ただ静かにしていれば評価される現行の制度には疑問を感じざるを得ない」。つまり、
僕がやったことは、いまの世間と逆で、常勤職員を157人（実増88人）増やして、人件費が10億円増えました。それでも、病院は黒字になりました。ボーナスを3月に出したら、ある省庁から苦言が来たので、こう言い返したのです。あなた方は行革というものについて、何にもわかっていない。工夫して頑張っても、工夫しなくても同じだったら、何もしなくなってしまうのではないかと。
そして、これらの改革を進めるなかで、経営面でも大幅な改善を見せ、全身麻酔の手術件数、病床稼働率がいずれも約5％増加するなど、2010年度の経常利益は29.6億円（目標は3.1億円）、経常収支比率は107.2％に達した。独法化1年後のナショナルセンターに対する厚生労働省独法評価委員会高度専門医療研究部会（座長・永井良三）の業務実績評価では、6ナショナルセンターの中でトップとなった。
このように、独法や公益法人改革の先駆をなす、がん研究センターの改革の意義について、嘉山は次のように論じている。
独立行政法人に官僚が天下っても、まともに働くのであれば問題ない。その結果、独法に期待される役割が果たされればいい。私はそう思います。ところが、一部の官僚OBは年功序列人事で退職後、独法や公益法人に天下り、後はお茶を飲んでいるだけ。そうした組織には公費が投じられています。なすべき仕事は、事実上非常勤や派遣の職員が請け負っている。天下りの何人かの食いぶちのためにあるといってもいい。NCC改革を通じ、そうした風土を大きく変えていきたい。

#### 週刊誌が報じた厚労省などからの批判、および反論
2010年4月､嘉山が国立がん研究センター理事長に就任。同時に長年におよぶ財政悪化の元凶と言われる厚生労働省からの出向ポストをほぼ排除し、借金を大幅に圧縮した。これに対し厚労省サイドからは｢仙谷由人グループのお手盛り人事ではないか｣などと批判が起きたほか、さまざまな情報が長妻昭厚労相（当時）やマスコミに流された。『週刊現代』の記事のなかで大村秀章自民党国会対策副委員長（当時）も、嘉山の理事長就任を｢極めて不可解｣とし､国会で｢嘉山は民主党支持者で仙谷の人脈｡脳外科専門でがん研究ではほとんど実績がない｡選んだメンバーの名前も出せない､経過も言えないとは行政の私物化だ｣などと追及した。
長妻厚労相は「理事長人事におかしなところはない」、嘉山も｢人事がおかしいとかくだらないことを言う人はいるがフェアな選考だ｡これまで厚労省に人事権からカネまで全部握られて現場にはなんの権限もない状態だった｡そこを一から変えるためずっとヒアリングを続けている。アホなことを言う職員もいるが､『やる気になった』という職員からのメールもいっぱい来ている｣「世界で初めて人がんの低酸素状態を証明するなど、脳腫瘍の分野では基礎研究も手術も含めて業績は十分。『民主党支持者』とあるが、舛添要一厚労相の時にも政府委員を務めており、大村の発言は事実を捉えていない」などと反論した。
また『週刊新潮』によると、国立がん研究センターのある医師の話として「三顧の礼で迎え入れた医師を非正規のまま放置し、その医師は数カ月で袂を分かった」とあり、嘉山の理事長就任直後にセンターを離れた別の医師も「破壊も必要だが（嘉山の）方針には再建策が見当たらない。理事長と院長の兼務は国立病院では通常ありえないこと。もっと部下を信頼すべきなのにイエスマンばかりで優秀な職員がいなくなる。独善的で『築地の金正日』と揶揄する職員もいる」と批判。2010年11月に厚生労働省関係審議会のがん対策推進協議会の運営に不満を持った患者代表委員が垣添忠生会長（当時）の解任動議を提出した際、嘉山は「この協議会は私が出た公の協議会の中で最低。トップが代わればやり方はいくらでもある」と垣添を公然と批判したが自身は解任動議への投票を棄権。結局動議は否決されたものの、他の委員から「言行不一致で信用できない」と批判された。2011年5月のがん対策推進協議会会長選挙では、投票直前に「あなたは人徳がない」「会議の中で怒鳴ったりしないでほしい」「話が長い」などと他の委員から言われたことなどもあり、対立候補の門田守人・大阪大学副学長に大差で敗れた。
これについて記事の中で嘉山は「門田のほうが長く委員を務めているので選挙結果は予想通り。人徳がないと言った人こそ人徳がない。金正日と言うが、職員を説得し納得してもらってリーダーシップを発揮している。私が理事長になって様々なことを公開しているし、権威を持って命令したことなどなく以前よりも民主的だ」と反論した。
さらにその後、『週刊新潮』記事で引用された発言は「エビデンスに基づいていないものであるため、記事自体がエビデンスに基づかない内容になっている」とし、『三顧の礼で迎え入れた医師を非正規のままで放置し、数カ月で袂を分かった』について「該当すると考えられる医師については辞職をしていない。センターでは医師を非正規のまま放置するということはない」、『（これまでの組織を）破壊』し、『方針には再建策が見当たらない』という記載については、数々の改革の成果を挙げた上で「発言者が国立がん研究センターが行ってきた取り組みを十分に知らないためなのか、悪意を持って事実と乖離した発言をしているかの様に感じる」、『トップが代われば、やり方はいくらでもあります』との発言は「『会の運営のやり方を変えてほしい』という提言を行ったものであり、罵ったものではない」、『あなたは人徳がない』発言については「がん対策推進協議会においてそのような発言はなく事実無根である」とする見解を発表した。
2012年4月からの2年間を任期とする次期がん研究センター理事長の公募には、嘉山を含む3名が応募。国立病院機構名古屋医療センター院長の堀田知光が次期理事長に選ばれた。これについて厚労省は選考理由、選考委員の名前等を一切明らかにせず、選考過程は極めて不透明と指摘されているが、これは嘉山が政治主導で理事長に選ばれたことのまさに裏返しであり、政治主導が当初のように機能しないなか、ノンキャリア官僚の天下り企業を切るなどの嘉山の一挙手一投足を「煙たく」感じていた厚労省が理事長交代を企てたとみる向きもある。
一連の改革の取り組みについて取材した毎日新聞記者の前田洋平は、その著書『国立がんセンターでなぜガンは治らない？　闇に葬られた改革』のなかで、再任を阻む勢力を生み出した原因が、この改革が単に一つの病院の立て直しにとどまらず（もちろん、それによる既得権益との対立もさることながら）、日本の医療政治の構造全体に影響を与えるものであったことにあると指摘している。つまり、それまでの医療政治の要をなしていた厚生労働省や医療産業界に代わって医療現場をネットワーク化する司令塔機能を立ち上げようとする構想（日本版NIH構想）まで掲げ、実現に向けて動き出したために、医療政治の仕組みが根底から覆されてしまうことへの危機感が広がったというのである。

## 著書

### 編著
- 『Advanced technologyを用いた脳腫瘍の外科』 メディカ出版、2001年。ISBN 484040268X

### 共編著
- （片山容一、児玉南海雄）『脳神経外科手術における脳機能モニタリングの原理と実際』 にゅーろん社、2002年。ISBN 4891080175
- （高倉公朋監修ほか）『脳腫瘍の最新医療』 寺田国際事務所/先端医療技術研究所、2003年。ISBN 4925089242

### 監修
- 『未破裂脳動脈瘤 Japan standard』 中外医学社、2015年。ISBN 4498228502